# Celastrina midare
Celastrina midare är en fjärilsart som beskrevs av Sugitani 1936. Celastrina midare ingår i släktet Celastrina och familjen juvelvingar. Inga underarter finns listade i Catalogue of Life.